# José María Dorantes Vargas
General José María Dorantes Vargas fue un militar mexicano que participó en la Revolución mexicana. Nació en Cañada de Morelos, Chalchicomula, Puebla, el primero de junio de 1891. Perteneció al Ejército Federal, no obstante empezó su carrera militar en la Revolución mexicana, a partir del 2 de enero de 1911, encabezando a un grupo de rebeldes en el bando zapatista, sin embargo, no se puede afirmar su adición a este movimiento pues cambiaba de bando conforme a los gobiernos en el poder. Durante su actuación militar tomó parte en innumerables hechos de armas, en los cuales recibió varias heridas graves. Sus actividades principales se desarrollaron en los estados de Morelos, Veracruz y Chiapas: en este último estado fue declarado “Hijo Predilecto” de Tuxtla Gutiérrez, Chiapas, según decreto expedido por el Congreso local. Durante se actuación revolucionaria se distinguió por su notoria adhesión a los gobiernos constituidos, de ahí que alcanzara el grado de General de brigada, con antigüedad del 16 de mayo de 1919.